# BFC Burgund 1896
Der BFC Burgund 1896 war ein kurzlebiger Fußballverein aus Berlin. Er war einer der 86 Gründungsvereine des Deutschen Fußball-Bundes.

## Geschichte
Der BFC Burgund wurde 1896 gegründet und trat dem Verband Deutscher Ballspielvereine (VDB) bei, erreichte allerdings nicht dessen höchste Spielklasse. Auf der Gründungsversammlung des Deutschen Fußball-Bunds wurde er durch den VDB-Vorsitzenden Fritz Boxhammer vertreten. Am 25. März 1903 fusionierte der BFC Burgund mit dem BFC Phönix, der ebenfalls dem VDB angehörte, zum Berliner FC Deutschland. Über dessen weitere Geschichte ist nichts bekannt.